# Сотбис
«Со́тбис» (англ. Sotheby's) — один из старейших в мире аукционных домов. Совместно с аукционным домом «Кристис» (Christie’s) занимает около 90 % мирового рынка аукционных продаж антиквариата, предметов искусств и т. д. Является крупнейшим в мире аукционным домом (по суммарной выручке от продаж за 2011 год).

## История
Основан 11 марта 1744 года в Лондоне книготорговцем Сэмюэлем Бейкером (раньше «Сотбис» в мире были основаны только три шведских аукционных дома). Название компании — по фамилии племянника Сэмюэля Бейкера, Джона Сотби (1740—1807).
«Сотбис» был закрытым «клубом», где работу могли получить только аристократы. В 1955 году было открыто отделение в Нью-Йорке. Филиалы также открылись в Париже, Лос-Анджелесе, Цюрихе, Торонто, Мельбурне, Мюнхене, Эдинбурге, Йоханнесбурге, Хьюстоне, Флоренции. В 1977 году акции «Сотбис» вышли в открытую продажу, что способствовало значительному росту капитализации компании. К началу 1980-х годов «Сотбис» практически обанкротился из-за начавшегося промышленного кризиса.
В 1983 году «Сотбис», компанию зарегистрированную в Великобритании, купил американский девелопер А. Альфред Таубман, создатель модели городских торговых центров (city-malls) и владелец крупнейшей сети ТЦ в США. В 1988 году Таубман вывел акции «Сотбис» на биржу и компания стала публичной.
В июне 2019 года, на 275 году своей жизни, аукционный дом «Сотбис», пробыв в течение 31 года публичной компанией, опять стал частным. Его выкупил французский медиамагнат Патрик Драи. Сумма сделки составила 3,7 млрд $. Драи купил его на собственные деньги, в качестве семейного предприятия, которое будет управляться специально созданной американской компанией BidFair US.
В сентябре 2024 года суверенный фонд благосостояния Абу-Даби ADQ подписал соглашение о приобретении миноритарного пакета акций «Сотбис». В апреле 2025 года ADQ стал владельцем 25–30% акций акционерного дома, потребовав в качестве условия сделки реорганизовать совет директоров «Сотбис» в группу из девяти человек, из них три места заняли связанные с фондом менеджеры.

## Антимонопольный скандал

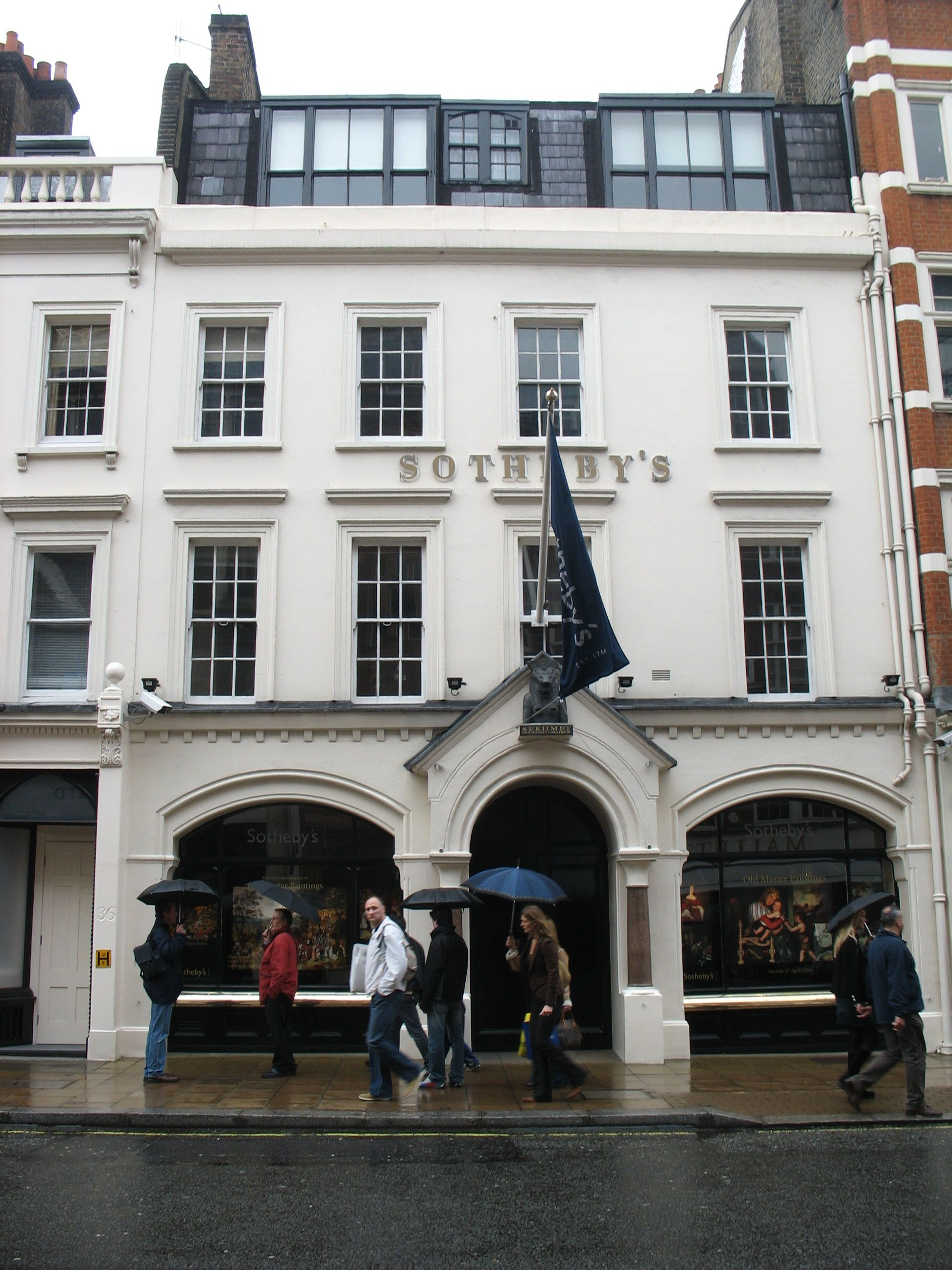
Офис аукционного дома Сотбис в Лондоне на Бонд-стрит

После продажи «Сотбис» Таубману аукционный дом «Кристис» попытался вытеснить с рынка конкурента путём снижения тарифов на услуги. К 1993 году выручка «Сотбис» снизилась более чем на 50 % в сравнении с 1989 годом.
В 1993 году на место руководителя «Кристис» пришёл Энтони Теннант, ранее работавший в пивной компании Гиннесс. Таубман и Теннант договорились о фиксировании тарифов на услуги (англ. price-fixing), что не является преступлением по законам Великобритании, но считается преступлением по законам США, где «Сотбис» получал большую часть своей выручки. Рrice-fixing запрещён в США Антимонопольным законом Шермана 1890 года.
О неформальных договорённостях знали только Таубман и Теннант и СЕО (исполнительные директора) «Кристис» и «Сотбис».
В начале 2000 года ФБР начало расследование деятельности аукционных домов. В декабре 2001 года Таубман был признан виновным в преступном сговоре. Таубман был приговорён к 1 году и 1 дню тюремного заключения. Генеральный директор «Сотбис» — Диана Брукс — к трём месяцам домашнего ареста и штрафу в 350 000 $.

## Сотбис Россия-СНГ
В мае 2007 года, первым из международных аукционных домов, Sotheby’s открыл дочернюю компанию в России (ООО "Сотбис «Россия и СНГ»), 100 % уставного капитала которой принадлежало учредителю. Российский Сотбис не являлся торговой площадкой, в отличие от Лондона, Парижа, Нью-Йорка и Гонконга, то есть, не занимался организацией и проведением торгов на территории России и СНГ.
Первым генеральным директором был назначен Михаил Каменский, проработавший с мая 2007 по апрель 2016. После его ухода новым руководителем стала Ирина Степанова.
Российский Сотбис способствовал возвращению в Россию огромного количества художественных и культурных ценностей, в частности, коллекции Ростроповича — Вишневской и архива Андрея Тарковского.